# Alina Levshin
 (juin 2015).
Si vous disposez d'ouvrages ou d'articles de référence ou si vous connaissez des sites web de qualité traitant du thème abordé ici, merci de compléter l'article en donnant les références utiles à sa vérifiabilité et en les liant à la section « Notes et références ».
Alina Levshin (née le 10 septembre 1984 à Odessa, en Ukraine) est une actrice germano-ukrainienne. Elle a quitté l'Union soviétique à six ans. De 2006 à 2010, elle étudie le métier d'acteur au collège Konrad Wolf à Potsdam. Elle a joué dans la série Generation War ainsi que dans le film Kriegerin (Guerrière).